# Музей на невинността
„Музей на невинността“ (на турски: „Masumiyet Müzesi“) е роман на турския писател Орхан Памук, публикуван през 2008 г.

## Сюжет
Внимание:  Текстът по-долу разкрива сюжета на произведението (или части от него)!
Действието в романа се развива почти изцяло в Истанбул, в периода от 1975 г. до 1984 г. Самото повествование се води от името на младия Кемал, който разказва в първо лице за своята вдъхновяваща любов и силни чувства към ослепително красивата Фюсун. Кемал е 30 – годишен мъж, който принадлежи към богато и влиятелно истанбулско семейство. Той е получил образованието си в САЩ, а участва в управлението на семейното търговско дружество. Той се радва на дългогодишна любовна връзка с красивата си приятелка Сибел. Тя също е част от многоуважавано семейство и е живяла във Франция, като е получила образованието си в Париж.
Като цяло твърде малко млади хора имат възможност да следват в западноевропейски или американски университети. Тези млади хора се превръщат в символ на модерността, на новите нрави, които навлизат бавно и постепенно в консервативното турско общество. На пръв поглед, Кемал и Сибел са великолепна двойка, разбират се чудесно, отношенията им са прекрасни. Дори спят заедно, без да са сгодени и преди да са сключили брак, което не е никак разпространено в нравите на обществото, дори и сред по-младите му представители. Всички роднини и приятели на двамата влюбени считат, че са създадени един за друг и им предвещават щастливо бъдеще заедно.
Докато Кемал и Сибел един ден се разхождат из улиците на града, тя си харесва изложената на една витрина дамска чанта. Кемал иска да я изненада и на следващия ден отива в същия магазин, за да купи чантата и да я подари на любимата си. Оказва се, че в магазина като продавач работи родственицата на Кемал – младата и ослепително красива Фюсун. Двамата не са се виждали от около десетина години. Кемал е очарован от разхубалата се Фюсун, той я помни като малко момиче, а сега пред него стои красива млада дама. Кемал закупува чантата и я поднася като подарък на Сибел. Чантата е с висока цена, тъй като е от световноизвестна марка. Сибел обаче веднага разпознава, че вещта е фалшификат, евтина имитация. Кемал е разочарован, като на следващия ден отива в магазина и връща чантата. Фюсун е смутена, тя е притеснена и се извинява за случилото се, за което няма никаква вина, защото на практика е само продавач в магазина. Кемал още веднъж забелязва нежната ѝ красота. Тя няма достъп до касата и не е в състояние да върне парите. Всъщност Кемал не се интересува толкова от парите, той е заможен и може да си позволи да харчи огромни суми, но не може да забрави образа на Фюсун и още от първата им среща започва да си мисли все повече за нея. Фюсун е изключително настоятелна да върне парите на Кемал, той ѝ дава адреса на един от семейните апартаменти, който на практика е необитаем, тъй като никой не живее в него. Кемал определя среща на Фюсун, като тя пристига в апартамента и двамата се целуват нежно. Фюсун споделя, че иска да следва в университет и трябва да се подготви за приемните изпити. Кемал ѝ обещава помощ, но това се превръща във формален повод за срещите им. Последват 28 дни, като във всеки един от тях, по обедно време двамата се срещат в апартамента и правят любов. Фюсун е девстена, тя се отдава на Кемал, като за него тези 28 дни са най-щастливия период в живота му. Двамата просто се отдават на любовта и чувствата си, без да мислят за условностите на външния свят и най-вече за обстоятелството, че Кемал е обвързан и се подготвя неговия годеж.
Въпреки че е обсебен от Фюсун, той не знае какво да предприеме със Сибел. Годежът се подготвя, като се очертава да се превърне в светско събитие в града, поканени са видни представители на обществото. В крайна сметка церемонията по годежа се провежда в елитен хотел, наистина е изключително пищна и бляскава, като по изричната молба на Кемал, са поканени Фюсун и цялото ѝ семейство. Кемал е доста потиснат и тъжен по време на празненството, той е поздравяван от гостите, но в сърцето и в ума му е само и единствено мисълта за Фюсун. Няколко пъти поглежда към нея и я ревнува от някои мъже, които танцуват с нея. На следващия ден се състои приемния изпит на Фюсун за приемане в университета, на който тя напълно се проваля. Фюсун и цялото ѝ семейство изненадващо напускат жилището си и се преместват в нов дом, като не съобщават нищо на Кемал. Той е объркан и смутен, разбира, че е причинил огромна болка на Фюсун сгодявайки се със Сибел, но самата Фюсун не е искала от него да развали годежа, двамата са се любили безметежно, наслаждавали са се на моментите заедно, откривали са любовните наслади и не са мислили за бъдещето. Кемал е смазан от отсъствието на голямата си любов, той всеки ден продължава да ходи в апартамента, където са се виждали, като търси утеха на мъката си сред вещите в жилището, сред които още се усеща уханието на Фюсун. Неговата потиснатост и мрачно настроение стават достояние дори вече на Сибел. Тя е забелязала, че нещо не е наред, но в един момент търпението ѝ се изчерпва и тя открито поставя въпроса какво се случва с Кемал и какво е бъдещето на тяхната връзка, защото двамата почти не излизат, не се любят, годеникът е неразговорлив и умислен. Кемал ѝ признава за любовната си връзка с Фюсун, че не може да я забрави и че все още е лудо влюбен в нея. Двамата разбират, че съвместното им бъдеще е напълно невъзможно и Сибел напуска Кемал, като двамата така и не се виждат до края на живота си.
Кемал опитва на няколко пъти да се свърже с Фюсун, но неуспешно. Очевидно, тя, а и цялото ѝ семейство го отбягват. Все пак тя се съгласява след много молби да се видят, като го кани на вечеря в новия им дом. Той пристига въодушевен и доволен, че отново ще е близко до любовта на живота си, но се оказва, че Фюсун се е омъжила за някакво младо момче от квартала, което се занимава с писането на сценарии за киноиндустрията. Кемал има намерение да прекара живота си с Фюсун, но е неприятно изненадан. Все пак той се примирява с нейния брак, като започва редовно в следващите няколко години да посещава дома ѝ и да вечеря с нея, съпруга ѝ и нейните родители. По време на тези дълги и продължителни вечери, Кемал отмъква първоначално незабелязано различни вещи, принадлежащи на Фюсун или просто предмети, част от интериора на къщата, като започва да ги колекционира и да търси утеха за наранените си чувства сред тях. Съпругът на Фюсун е бедно, но амбицозно момче, като Кемал предоставя парична сума, за да може да се направи филм, в който Фюсун да се снима. Известен период тримата често излизат заедно, като се приобщават към киносредите в града, но Кемал, а и съпругът на Фюсун осъзнават, че има твърде много изкушения за красивата Фюсун и съзнателно вземат решение да не бързат със старта на филма. Постепенно самата Фюсун се обезверява и губи надежда да се превърне във филмова звезда.
Минават няколко години, като живота си тече по същия начин, Кемал ходи почти всяка вечер на гости в дома на Фюсун, вечеря с нея и родителите ѝ, гледат телевизионни предавания, пеят песни, събеседват на различни теми, понякога просто мълчат. Съпругът на Фюсун започва любовна връзка с нашумяла актриса, като започва все по-често да отсъства от дома. Майката на Фюсун насърчава Кемал, че дъщеря ѝ един ден ще бъде негова съпруга. Един ден изненадващо за всички бащата на Фюсун умира. Кемал разбира, че отношенията на Фюсун със съпруга ѝ са влошени и обтегнати и връзката им няма никакво бъдеще. Тя иска да получи развод, като той ѝ съдейства по-бързо и безболезнено да приключи процедурата.
Фюсун е разочарована, че не се е снимала във филм, което е била голямата ѝ мечта. Тя започва шофьорски курс, като няколко пъти е късана на изпита, често заради обстоятелството, че е жена. Тя е изключително упорита и в крайна сметка издържава изпита и придобива шофьорска правоспособност. Кемал решава, че трябва да напуснат Истанбул за известно време и да направят едно пътешествие с автомобил из Европа. Двамата отпътуват с автомобил, като спират да пренощуват близо до Одрин. Вечерята поливат с огромно количество ракия и през нощта се любят след толкова много години. На сутринта въпреки че Фюсун е в неадекватно състояние вследствие на изпития алкохол, тя настоява да шофира и да направят малка разходка с автомобила заедно с Кемал. Последва тежка катастрофа, в която Кемал е тежко ранен, а Фюсун умира. Кемал, който е събрал хиляди нейни вещи, прави в дома ѝ в нейна чест музей, в който излага своята знаменателна колекция, символизираща неговата огромна и всепоглъщаща любов към божествано красивата Фюсун.